# Président de la république démocratique socialiste du Sri Lanka
Le président de la république démocratique socialiste du Sri Lanka (en singhalais : ප්‍රසිඩන්ට් ඔෆ් ද ඩිමොක්ට්‍රටික් සෝෂලිස්ට් රිපබ්ලික් ඔෆ් ශ්‍රී ලංකා ; en tamoul : இலங்கை ஜனநாயக சோசலிசக் குடியரசின் ஜனாதிபதி) est le chef de l'État et du pouvoir exécutif au Sri Lanka. Il est élu pour un mandat de cinq ans, renouvelable une fois, au suffrage universel direct.
L'actuel titulaire de la fonction est Anura Kumara Dissanayaka depuis le 23 septembre 2024.

## Histoire

### Origine
La fonction est créée lors de la proclamation de la République en 1972, sous la forme d'un poste honorifique, puis lors de l'entrée en vigueur de la Constitution de 1978 introduite par Junius Richard Jayewardene, elle devient une présidence exécutive. La première élection au suffrage universel a eu lieu en 1982.

### Tentative d'autoritarisme
Le 8 septembre 2010, le président Mahinda Rajapaksa, sortant tout juste victorieux de la guerre civile du Sri Lanka, introduit le 18e amendement de la constitution du Sri Lanka, qui retire la limite de deux mandats au poste du président de la République.
Le 28 avril 2015, le nouveau président Maithripala Sirisena, tout juste élu contre le président sortant Rajapaksa à l'élection de 2015, introduit le 19e amendement qui annule les anciennes dispositions du 18e amendement.

## Système électoral
Le Président du Sri Lanka  est élu au vote à second tour instantané pour un mandat de cinq ans renouvelable une seule fois de manière consécutive.
Le vote à second tour instantané est utilisé sous une forme restreinte : les électeurs classent jusqu'à trois candidats par ordre de préférences en écrivant un chiffre à côté de chacun de leurs noms sur le bulletin de vote, 1 étant la première préférence. Le système n'est pas intégral : les électeurs ne sont pas contraints de classer l'intégralité des candidats, et sont même libres de n'en sélectionner qu'un seul. Il est ainsi possible de cocher un candidat au lieu de le numéroter, mais seulement si un seul candidat est choisi. Dans le cas où plusieurs candidats sont cochés, ou si la numérotation dépasse trois, le bulletin est invalidé.
Au moment du dépouillement, les premières préférences sont d'abord comptées. Si un candidat réuni la majorité absolue des suffrages exprimés, celui ci est déclaré élu. A défaut, l'ensemble des candidats à l'exception des deux arrivés en tête sont éliminés, et les secondes préférences choisies par les électeurs des candidats éliminés sont attribuées aux deux candidats restants. Si les candidats choisies en première et deuxième préférences ont été éliminés, la troisième préférence de l'électeur est prise en compte. Est alors élu le candidat arrivé en tête au deuxième décompte. Comme il s'agit d'une forme restreinte de ce système électoral, seules les préférences en faveurs des deux candidats arrivés en tête sont prises en compte. Couplé à la possibilité pour les électeurs de ne pas exprimer de seconde ou troisième préférence, ce système amène à un chiffre élevé de votes non transférables entre chaque décompte,.
De l'instauration de ce système en 1982 jusqu'en 2024, aucun second tour instantané n'a cependant été nécessaire, tous les présidents élus l'ayant été dès le premier décompte. L'élection présidentielle srilankaise de 2024 a ainsi vu pour la première fois mis en œuvre un deuxième décompte.
Dans le cas où le mandat du président en exercice est interrompu avant son terme, notamment en cas de décès ou de démission, et que la fonction présidentielle est par conséquent vacante, l'article 38 de la Constitution de 1978 prévoit l'élection d'un remplaçant au suffrage indirect par les membres du Parlement. Le vote a lieu a bulletin secret sous la forme d'un scrutin uninominal majoritaire à un tour : le candidat ayant réuni le plus de voix l’emporte. Le nouveau président n'est cependant élu que pour la durée restante du mandat de son prédécesseur.

## Élections
Le tableau suivant répertorie les présidents du Sri Lanka ayant été élu sous la base d'élections depuis la fondation du pays en 1972.
|  | Année | Vainqueur                  | Voix           | %     | Parti politique                  | Alliance politique                       |
|  | ----- | -------------------------- | -------------- | ----- | -------------------------------- | ---------------------------------------- |
|  | 1982  | Junius Richard Jayewardene | 3 450 811      | 52,91 | Parti national uni               |                                          |
|  | 1988  | Ranasinghe Premadasa       | 2 569 199      | 50,43 | Parti national uni               |                                          |
|  | 1993  | Dingiri Banda Wijetunga    |                | 100   | Parti national uni               |                                          |
|  | 1994  | Chandrika Kumaratunga      | 4 709 205      | 62,28 | Parti de la liberté du Sri Lanka | People's Alliance                        |
|  | 1999  | Chandrika Kumaratunga      | 4 312 157      | 51,12 | Parti de la liberté du Sri Lanka | People's Alliance                        |
|  | 2005  | Mahinda Rajapaksa          | 4 887 152      | 50,29 | Parti de la liberté du Sri Lanka | Alliance de la liberté du peuple uni     |
|  | 2010  | Mahinda Rajapaksa          | 6 015 934      | 57,88 | Parti de la liberté du Sri Lanka | Alliance de la liberté du peuple uni     |
|  | 2015  | Maithripala Sirisena       | 6 217 162      | 51,79 | Parti de la liberté du Sri Lanka | Nouveau Front démocratique               |
|  | 2019  | Gotabaya Rajapaksa         | 6 924 255      | 52,25 | Sri Lanka Podujana Peramuna      | Sri Lanka People's Freedom Alliance (en) |
|  | 2022  | Ranil Wickremesinghe       | 134 (indirect) | 61,19 | Parti national uni               |                                          |
|  | 2024  | Anura Kumara Dissanayaka   | 5 634 915      | 42,31 | Front de libération du peuple    | Pouvoir populaire national               |